# مارتن جيه آر أم مارس
الطائرة مارتن جيه آر أم مارز (بالإنجليزية: Martin JRM Mars)‏ طائرة شحن مائية ذات اربع محركات، صممت وصنعت خصيصًا للخدمة في البحرية الأمريكية بأعداد محدودة وهذا في حقبة الحرب العالمية الثانية. فقد كانت أكبر طائرة مائية امتلكها الحلفاء تدخل مرحلة الإنتاج، مع ان صنع منها فقط عدد سبعة طائرات. عام 1938، تعاقدت البحرية الأمريكية مع شركة جلين إل مارتن لإنتاج XPB2M-1 Mars كطائرة دورية لمراقبة المحيط، والتي بعدها دخلت الخدمة كطائرة شحن طويلة المدى تحت الاسم جيه آر أم مارز (JRM Mars).
آخر طائرتان بقيتا حتى الآن تعملان كطائرة مكافحة الحرائق لقدرتها على حمل حمولة ضخمة من المياة.

## المستخدمون
- البحرية الأمريكية
- مؤسسة فلاينج تانكرز

## المواصفات

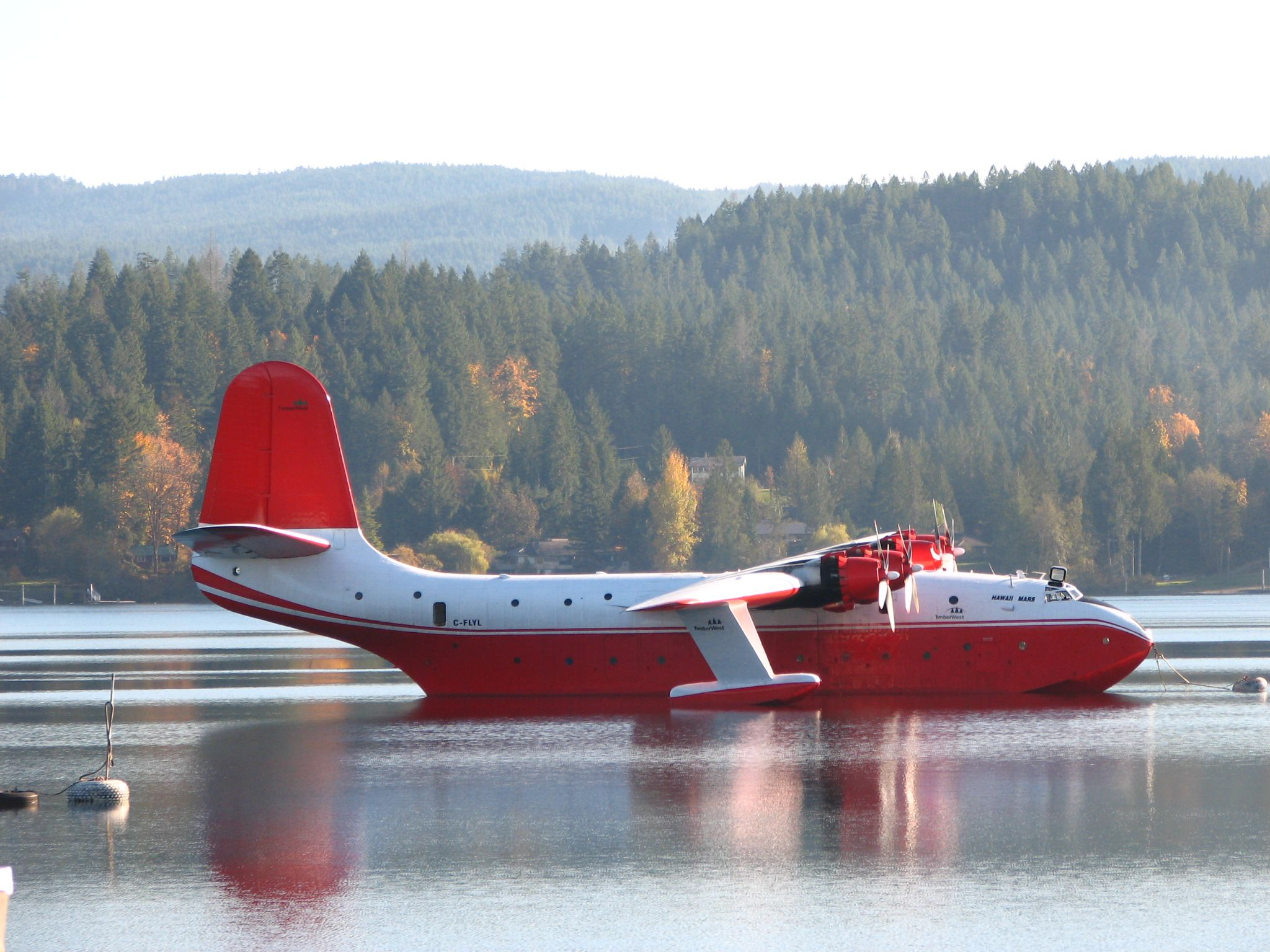

الخصائص العامة
- الطول:  ()
- باع الجناح:  ()
- الارتفاع:  ()

الأداء